# George John Malcolm
George John Malcolm, Sir George John Malcolm of Eskdale (* 14. Januar 1830 in Bombay; † 18. Januar 1884 in Sevilla) war ein britischer Seeoffizier und ägyptischer Beamter.

## Leben
George John Malcolm entstammte dem schottischen Clan Malcolm und wurde als Sohn des Konteradmirals Charles Malcolm 1830 in Bombay geboren. Sein Onkel John Malcolm war damals dort Gouverneur, und sein Vater leitete in Bombay die Britisch-Ostindische Marine, eine Vorstufe der heutigen indischen Seestreitkräfte.
George John Malcolm trat als Zwölfjähriger 1842 als Fähnrich in die britische Marine ein, war mit dieser zwischen 1843 und 1847 am Konflikt in Uruguay beteiligt,  wurde im April 1849 Unterleutnant und im Juli desselben Jahres Leutnant. In der Ostsee war er Lieutenant-Commander der H.M.S. Pembroke und nahm im Krimkrieg 1855 an der  Bombardierung von Sweaborg und an Aktionen gegen die Russen in Estland und vor der finnischen Küste teil.
Er heiratete 1860, ließ sich, inzwischen Commander, mit Halbsold beurlauben, erhielt aber unerwartet 1861 das Kommando der Fregatte „Barracouta (1851)“ in Westindien. 1863 kehrte er nach Deutschland zurück und lebte ab 1864 in Freiburg, unterbrochen nur zwischen Januar und April 1866 durch ein Kommando der „Dasher (1837)“ im Ärmelkanal.
In Freiburg errichtete er, ein Jahr, nachdem seine Frau an Typhus gestorben war, am damaligen westlichen Stadtrand die 1867 fertiggestellte Villa Eskdale.
Noch einmal übernahm er, nun als Captain, zwischen Oktober 1872 und Oktober 1873 ein Schiff. Mit der Briton (1869) beteiligte er sich von Aden aus an der Mission des Diplomaten Henry Bartle Frere zum Sultan von Sansibar. Frere gelang es infolge von Malcolms eigenmächtiger Inselblockade, den Sultan zur Einstellung des Sklavenhandels zu bewegen.
Malcolm verließ im selben Jahr die britische Marine und kehrte nach Freiburg zurück, wo er 1876, zehn Jahre nach dem Tod seiner ersten Frau, eine zweite Familie gründete. Im November 1877 wurde er, vermittelt durch den britischen Außenminister Derby, vom ägyptischen Khediven zum Pascha ernannt, mit der Maßgabe, den Sklavenhandel im Roten Meer zu unterdrücken. Als sich die Erfüllung dieser Aufgabe nach eigener Einschätzung nicht sinnvoll fortsetzen ließ, trat Malcolm im Juni 1878 von seinem Amt zurück.
1882 wurde er auf der Ruhestandsliste zum Konteradmiral befördert und starb im Januar 1884 in Sevilla.
Sein Tagebuch und seine Briefbücher, die auch die Zeit seines Einsatzes im Baltikum umfassen, befinden sich in der Schottischen Nationalbibliothek.

## Ehen und Nachkommen
In erster Ehe war Malcolm ab 1860 mit Ottonie Freiin von Dungern (1841–1866) verheiratet, einer Tochter des Staatsministers Emil August von Dungern, und ab 1876 in zweiter Ehe mit Sophie Gräfin Brockdorff (1846–1927), einer Tochter des dänischen Kammerherrn und Landrats Hans Adolf von Brockdorff.
Aus der ersten Ehe gingen die drei Töchter Dorette Elmira, Stephana und Ottonie hervor. Dorette Elmira (geb. 1861) heiratete 1889 Dr. Paul Kübler, Stephana (1864–1882) blieb unverheiratet und Ottonie (1865–1927) war ab 1885 mit Moritz von Wedel-Parlow verheiratet. Dorette Elmiras älteste Tochter Stephana Kübler heiratete den deutschen Maler Werner Mollweide
Ihre zweite Tochter Nora Kübler wurde die Frau des Staatsrechtslehrers Fritz von Marschall, des Großvaters von Christoph von Marschall.
Aus Malcolms zweiter Ehe stammten die Kinder Nora (geb. 1877), Charles (geb. 1879), Liane (geb. 1880) und Pulteney (geb. 1882).